# AH–64 Apache
Az AH–64 Apache az Amerikai Szárazföldi Hadsereg számára az 1980-as évek elejére kifejlesztett harci helikopter. Eredetileg a Szovjet Hadsereg harckocsijai számbeli fölényének ellensúlyozására épült, a magas ára és bonyolult kialakítása miatt sorozatgyártásra nem került AH–56 Cheyenne egyszerűbb alternatívájaként.

## Avionika és fegyverrendszer
Az Apache erős fegyverzete forgathatóan beépített 30 mm-es M230 típusú gépágyúból és rakétákból áll, amelyek közül tipikusan 70 mm-es nem irányított Hydra rakétákat, lézervezérlésű AGM–114 Hellfire páncéltörő rakétákat és különböző változatú önvédelmi célú Stinger rakétákat szerelhetnek fel. A fegyverzet hatékony alkalmazását forgatható orrtoronyba szerelt szenzorcsoport segíti, amely infravörös és hőképalkotó éjszakai, lézeres célmegjelölő és TV-kamera funkciót tartalmaz. A késői változatú AH–64D modelleken igen fejlett "Longbow" radarberendezés található a rotortengely tetejére erősítve, amely légi és földi célok felderítését biztosítja 270 fokban (kivéve a gép farka felé), automatikus célfelismerés és célkijelölés mellett.
Az Apache védelmét a géptörzs kevlár bélése és műanyaghabba ágyazott kerámiarészecskékből álló könnyűsúlyú blokkok biztosítják, a kétfős személyzetet golyóálló "Lexan" polikarbonát kabintető védi. Az öntömítő gumi üzemanyagtartályok és titán rotorlapátok ellenállnak a 23 mm-es légvédelmi gépágyú egyes találatainak. A főbb rendszerek, hajtómű, kormányvezérlés megkettőzése találat esetén is lehetővé teszi a továbbrepülést, a gépészeti elemek a kenőanyag elvesztése esetén akár 40 percig is üzemelnek átlagos igénybevétel mellett, elég időt biztosítva a hazatérésre.

## Gyártása
A típusból 1984. januártól 2020 nyaráig több mint 2500 darabot gyártott a Hughes, majd a Boeing az arizonai Mesa-ban kiépített gyárában. A gyártó 2020. április 16-án átadta az 500. AH–64E Apache Guardian-t 2011-től, majd 2020. június 30-án bejelentette, hogy átadta a 2500. AH–64-et a megrendelőinek, ez a helikopter az amerikai hadsereg részére készült. Az első sorozatban gyártott helikopter egy AH–64A volt, amely 1983. szeptember 30-án gurult le a gyártósorról, majd az akkori gyártó, a McDonnell Douglas 1984 januárjában adta át a gépet a hadsereg részére. Az Alpha változatból összesen 937 darabot gyártottak le (és építettek újra) 1997-ig, majd több mint 1000 darab AH–64D-t építettek 1997 és 2013 között. 2011-től már több mint 500 darab Echo változatot adtak át.
Az első 24 darab AH–64E Version 6 (v6) változatot 2022. március elején szállították le az amerikai alakulatoknak a dél-koreai Camp Humphreys-be.
| Altípus        | Legyártott mennyiség | Üzemeltetők   |
| -------------- | -------------------- | ------------- |
| AH–64A         | 937                  | US Army / IDF |
| AH–64B         | 0                    |               |
| AH–64C         | 0                    |               |
| AH–64D         | >1000                |               |
| WAH–64D (AH.1) | 67                   | BA            |
| AH–64DJP       | 50                   | JSDF          |
| AH–64E         | >500                 |               |
| AH–64F         | –                    |               |
| Összesen:      | >2500 darab          |               |

## Megrendelő és üzemeltető országok
Az AH–64 Apache különféle változatai az 1990-es évek óta mintegy tizenhét ország haderejében állnak szolgálatban, többek között Nagy-Britannia, Hollandia, Görögország, Szaúd-Arábia, Izrael, Japán, Egyiptom, Kuvait, az Egyesült Arab Emírségek, Szingapúr, Dél-Korea és Lengyelország is rendszeresítette.

### Amerikai Egyesült Államok
Az Egyesült Államok hadserege (US Army) megközelítőleg 800 darab AH–64A-t és AH–64D-t állított szolgálatba.

### Dél-Korea
36 darab AH–64E.

### Egyesült Arab Emírségek
Az egyesült arab emírségi légierő 28 darab AH–64D/E-t rendszeresített.

### Egyesült Királyság
A brit hadsereg (British Army) összesen 67 darab AH–64D-t rendelt és rendszeresített 2001-től, Apache AH.1 néven, melyek többségét – az első nyolcat a Boeing, a maradék 59 darabot pedig – az AugustaWestland gyártott le (amerikai típusjele WAH–64) a somerset-i Yeovilban, a Boeing által előre szerelt részegységekből (akkor még mint GKN Westland Helicopters Ltd.). Erősebb, Rolls-Royce Turbomeca RTM322 gázturbinákkal és más avionikai, védelmi rendszerekkel szerelték fel őket. A pilótafülkében két rövidített SA80 gépkarabélyt is elhelyeztek. Az AH.1 mind a négy felfüggesztésén képes hordozni üzemanyag-póttartályokat (RCEFS, Reduced size Crashworthy External Fuel System), melyek az UH–60A/L/M-eken alkalmazottak rövidített változatai.
A kiválasztás 1995 júliusában lett eredményes, a szerződést 1996-ban írták alá. Az első helikopter 1998. szeptember 25-én szállt fel először, aktív állományba 2001 januárjában kerültek. A 67. utolsó példányt 2004 júliusában adták át a hadsereg légi hadtestének (Army Air Corps). A beruházás összköltsége 4,1 milliárd GBP volt.
WAH–64/Apache AH.1 (8 darab)ZJ166, ZJ167, ZJ168, ZJ169, ZJ170, ZJ171, ZJ172, ZJ173.
Apache AH.1 (59 db)
ZJ174, ZJ175, ZJ176, ZJ177, ZJ178, ZJ179, ZJ180, ZJ181, ZJ182, ZJ183, ZJ184, ZJ185, ZJ186, ZJ187, ZJ188, ZJ189.
ZJ190, ZJ191, ZJ192, ZJ193, ZJ194, ZJ195, ZJ196, ZJ197, ZJ198, ZJ199, ZJ200.
ZJ202, ZJ203, ZJ204, ZJ205, ZJ206, ZJ207, ZJ208, ZJ209.
ZJ210, ZJ211, ZJ212, ZJ213, ZJ214, ZJ215, ZJ216, ZJ217, ZJ218, ZJ219.
ZJ220, ZJ221, ZJ222, ZJ223, ZJ224, ZJ225, ZJ226, ZJ227, ZJ228, ZJ229.
ZJ230, ZJ231, ZJ232, ZJ233.
A Védelmi Minisztérium 2017-ben további 50 darab AH–64E-t rendelt (a már meglévők üzemidő-tartaléka 2024-es évben a végéhez közelít), illetve a már üzemelő Apache AH.1-eket azonos, Version 6 (v6) szintre fejlesztését. Az első két AH–64E-t 2020. november 27-én vették át.
AH–64E (50 db)

### Egyiptom
46 darab AH–64D

### Görögország
28 darab AH–64A/DHA

### Hollandia
A holland királyi légierő 28 darab AH–64D-t rendszeresített, ezekből 29 db Block I változat. 2009 augusztusában jelentették be, hogy 181 millió USD-s szerződést készítenek elő a gépek Block II felszereltségűvé történő modernizálásukról.

### India
Az indiai légierő állományában 24 darab AH–64E.
Az indiai hadsereg részére 6 darab AH–64E megrendelve.

### Indonézia
Az indonéziai hadsereg részére 8 darab AH–64E átadva.

### Izrael
48 darab AH–64A Peten és AH–64D-I Saraf.

### Japán
A japán szárazföldi haderő részére 50 darab AH–64DJP-t gyártott le a Fuji Heavy Industries.

### Katar
A katari légierő 48 darab AH–64E-t rendszeresített.

### Kuvait
A kuvaiti légierő 24 darab AH–64D-t rendszeresített.

### Lengyelország
A lengyel hadsereg részére 96 darab AH–64E-t rendeltek meg 2022. szeptember elején.

### Marokkó
A marokkói királyi légierő 24 darab AH–64E-t rendszeresít.

### Szaúd-Arábia
A szaúdi szárazföldi haderő állományában 36 darab AH–64A/D/E.
A szaúdi nemzeti gárda állományában 12 darab AH–64E áll.

### Szingapúr
A szingapúri légierő 19 darab AH–64D-t rendszeresített.

### Tajvan
A tajvani hadsereg 29 darab AH–64E-t rendszeresített.

### További jövőbeni megrendelők
Ausztrália
Bahrein
Banglades
Fülöp-szigetek
Irak
Jordánia
LengyelországA lengyel védelmi minisztérium és a gyártó közös gyártáskutatást kezdeményezett 2015-ben, melynek célja a lengyel repülőgépipar bevonása a lengyel haderőnek szánt AH–64E „Kruk” változat gyártásába, valamint a nemzetközi Apache-üzemeltetők jövőbeni kiszolgálása lenne. A kezdetben 32 darabos mennyiség később csökkentve lett, legalább 16 darabra, azonban a lengyel helikopterek mennyiségéről a 2021-es évben sem sikerült még megegyezniük. Egy évvel később, immár az orosz–ukrán háború idején, átértékelték az ország védelmi képességeit és szükségleteit, majd szeptember elején 96 darab AH–64E változat megvásárlását rögzítették, melyeket hat században kívánják üzemeltetni.
MagyarországA radarral felszerelt, korszerű AH–64D Longbow Apache típus hat alig használt példányát 2006-ban a létszámcsökkentést végrehajtó holland légierő felajánlotta Magyarország számára, azonban pénzszűke és az üzemeltetési feltételek hiánya miatt vásárlásra nem került sor.

## Harci alkalmazása

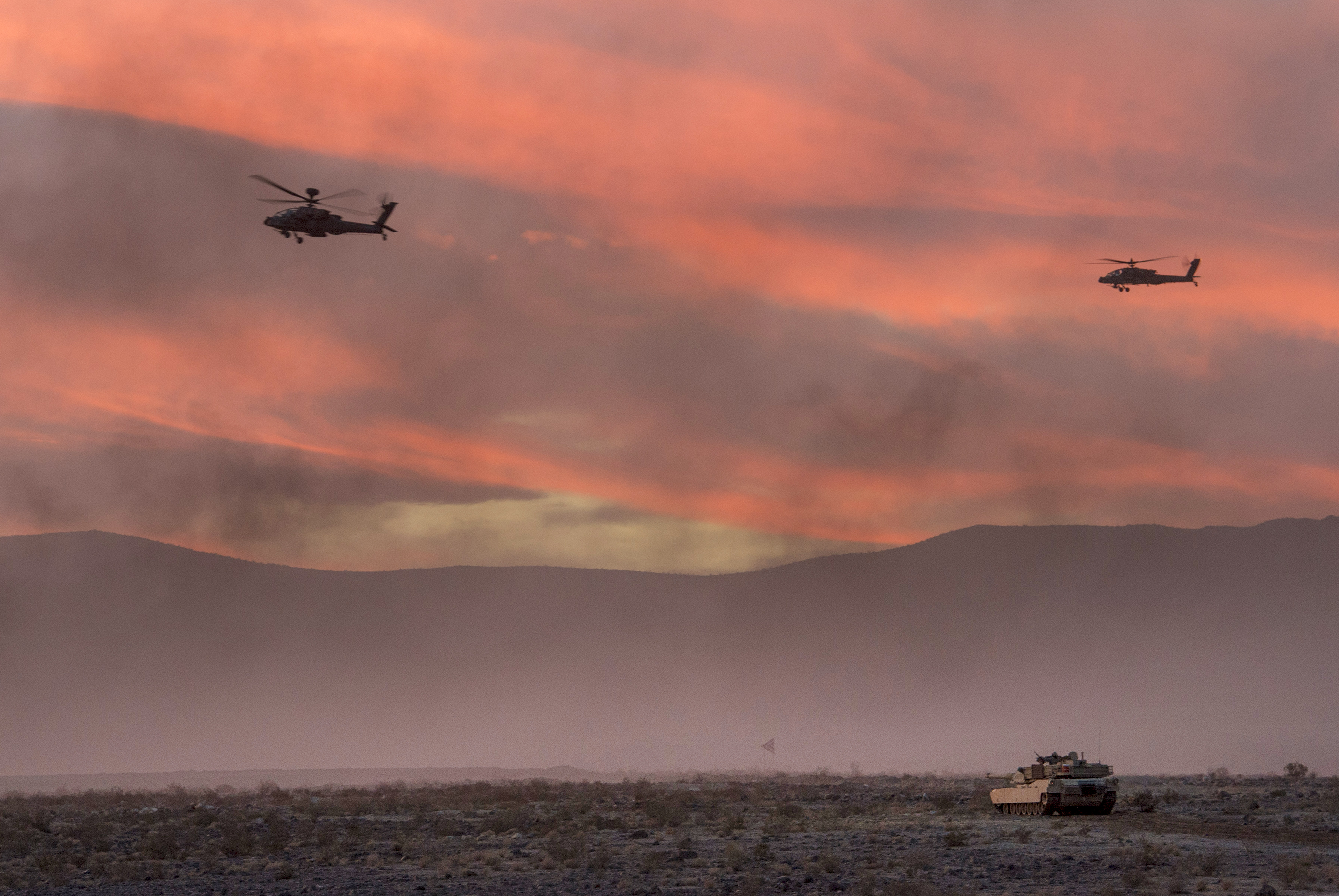
Abrams harckocsi két Apache helikopterrel a sivatagban a kaliforniai Fort Irwinben egy éles kiképzési gyakorlaton

Az első öbölháborúban az Apache rendkívül sikeresen szerepelt a szövetséges áttörés kezdeti kikényszerítésében, iraki tankok és lokátorállomások tucatjait semmisítették meg, ezért mind az USA, mind szövetségesei folyamatosan jelentős számban rendszeresítették, gyártása jelenleg is folyik Fort Worth-ben. A szomáliai események és a második iraki háború során azonban bebizonyosodott a helikopterek sebezhetősége a kézifegyverekkel szemben, mint például az RPG–7-es. Szaddám Huszein milicistái két, Kalasnyikovok összefogott tüzével földre kényszerített Longbow Apache gépet zsákmányoltak, amelyeket később kamionra rakva parádéztattak.

## Összevetés más helikopterekkel
Az amerikai katonai szakírók közül sokan előnyben részesítik az igen egyszerű szerkezetű és robusztus A-10 Warthog merevszárnyú csatarepülőgépet az Apache-al szemben, mivel jóval több fegyvert képes szállítani és titán páncélzata miatt a legnagyobb ellenséges tűzben is végre tudja hajtani feladatát. Az AH-64-es család tömegét tekintve valahol félúton helyezkedik el a relatíve könnyebb német-francia Tiger, az olasz A129-es, a dél-afrikai Rooivalk illetve az orosz Mi-24-es gépcsalád, a belőlük kifejlesztett Mi-35M, a Mi-28-as és a Ka-50/52-esek között.
A tervezése során a manőverezőképességet és az igen nagy hatótávolságú rakétafegyverzetet, a csökkentett hátrasiklású, folyamatosan korrigált lőhelyzetű, űrméretéhez képest komoly javadalmazással bíró M230-as, 30mm-es Chain Gun gépágyút helyezték előbbrevalónak. A gépágyú célratartása komoly újítás volt a megjelenésekor, mivel azt az operátor-lövész a feje mozgatásával képes megtenni. Ehhez természetesen szükség volt a viszonylag kis tömegű fegyver megalkotásához is, mely így gyorsan a célra tartható.
Az AH-64-es 1984-es rendszerbeállításáig egy elég rögös út vezetett, mivel a vietnámi háború idején megjelent AH-1 Cobra, a US Army és a világ első kimondottan harci helikopternek tervezett gépe leváltását többször, csak sokadik nekifutásra sikerült megoldani. Ebben közrejátszott a támadóhelikopterekkel végrehajtandó harcászati eljárások újragondolása, illetve az időközben megjelent Mi-24-es is.
Az AH-1-es fő előnye a szemből vett kis keresztmetszet és a nagy sebesség, mellyel a nagyszámú nem irányított rakétafegyverzet számára ideális repülőgépszerű rácsapások voltak a leghatékonyabbak. A US Army ezért a vietnámi tapasztalatok alapján egy még gyorsabb, de az ekkor megjelent Mi-24-eshez hasonlóan még nagyobb tűzerejű gépet kívánt rendszerbe állítani. A tenderen a Lockheed AH-56 Cheyenne és a Sikorsky S-67 Blackhawk indult. Mind a két gépet a tandem kabinelrendezés, behúzható futómű, merev lapátbekötés, igen nagy vízszintes sebesség és a komplex, nagy tűzerejű fegyverzet jellemezte. A Cheyenne további érdekessége volt a kiegészítő tolólégcsavar, továbbá az elöl helyet foglaló operátor körbeforgatható ülése, mellyel a fegyvertoronnyal együtt tudott forogni. A tender követelményeinek mind a két gép megfelelt volna, de a konstrukciók igen drágának és túl bonyolultnak bizonyultak, így győztes hirdetése helyett törölték a tendert. További érdekesség még, hogy a Cobra gépeket anno kifejlesztő Bell is elkészítette King Cobra koncepcióját, de végül ez se felelt meg az elvárásoknak.
Ezután az Army újraértelmezte a támadóhelikopterekkel szembeni elvárásait és a legfőbb költségnövelő jellemzőt, a nagy sebességet a manőverezőképességre cserélte azok után, hogy kiderült, egy fegyveres konfliktusban a rettegett szovjet Mi-24-essel a levegőben viszonylag kevés az esély az összetalálkozásra, de ha mégis megtörténik, a manőverezőképesség és a beépített fegyverzet nagyfokú tűzmanőverezése kellő fölényt biztosít.
A nagy konkurensnek tartott Mi-28-as első nyugati észlelése a nyolcvanas évek első felében sejtetni engedte, hogy a szovjetek a NATO-ban csak Havoc kódnévvel illetett gépe az Apache egyfajta keleti másolata. Az 1989-es Le Bourget-i bemutató, majd az azt követő majd két évtized alatt azonban kiderült, a Mi-28-as gyökeresen eltér az AH-64-esektől, mind konstrukcióban, mind pedig bevetési filozófiában. A Mi-28-as tervezése során az afganisztáni háború tapasztalatait voltak kénytelenek figyelembe venni, így egyfelől náluk is csak sokadik nekifutásra született meg a dizájn, másfelől figyelembe kellett venni a nagyszámú, de primitív csöves földi tűzfegyver egyidejű támadásának kivédése mellett az amerikai Stinger rakéták elleni védelmet is.
Ennek okán a Mi-28-as lett a világ legjobban páncélozott helikoptere, ami miatt tömege jelentősen meghaladja az AH-64-esét. A gép teljesítmény-tömeg aránya jóval kedvezőbb, mint a vele szinte azonos Mi-24-esé, a kormányozhatósága, repülés jellemzői sokkal jobbak, de az Apache ezen a téren előnyt élvez.
A Mi-28-as 2A42-es gépágyújának lőszerjavadalmazása mintegy ötöde csupán az M230-asénak, de a lőszer teljesítménye nagyobb, a gépágyú pedig egyidejűleg kétoldali hevederezésű, így a személyzetnek egy gombnyomással lehet a páncéltörő és a repeszromboló lőszertípus között a repülés közben váltania, céljellegtől függően. Az ágyú, mely a BMP-2-es lövészpáncéloson jelent meg először lényegesen laposabb röppályájú tűzre képes, mint az M230-as. Az amerikai ágyú ezzel szemben nagyobb lőszer javadalmazással és multifunkciós harcirésszel rendelkező lövedékeket tüzel, folyamatos helyesbítéssel.
Az Apache kétségtelen hátrányai közé sorolható a repülőszemélyzet magas kiképzési és gyakorlási igénye, mivel a fejlett gép fedélzeti rendszerei igen sok információt továbbítanak a pilóták számára, akik emiatt nagy pszichikai terhelés alatt dolgoznak – különösen éjszakai repüléskor, amikor fél szemüket a sisakkijelző reflexüvege takarja. A terror elleni háború korai szakaszában az afganisztáni hadszíntéren leszállás közben bekövetkezett két halálos Apache-balesetet az elégtelen begyakorlottságnak tulajdonították.
Ennek ellenére az Apache gépek igen fontosak például a nagy CH–47 Chinook és UH–60 Black Hawk katonai szállítóhelikopterek kísérésében és vállról indítható légvédelmi rakétákkal szembeni védelmében, illetve a lázadó iraki területek feletti folyamatos légi járőrözésben, precíziós támadásban. Hatékonyan képesek támogatni a különleges erők MH–53 Pave Low szállító helikopterekkel végrehajtott mélységi rajtaütéseit, illetve kiemelten fontos kisméretű célok megsemmisítését.
Jól kiképzett, rendszeres szimulátoros és légi gyakorlásban részt vevő személyzetek rendkívüli manőverekre képesek az Apache-csal, amely műrepülhető, bukfenc és orsózás végezhető vele. Nagyerejű hajtóművei miatt szinte korlátlanul képes lebegésből dinamikus manőverbe kezdeni, illetve magashegyi terepen is komoly fegyverterheléssel bevethető, ami kiemelt fontosságú volt az afgán tálibok elleni hadműveletek idején.

## Érdekesség
A Columbia űrrepülőgép katasztrófáját egy amerikai hadgyakorlaton részt vevő két holland Apache helikopter orrba épített FLIR-tornyával is megörökítette, a felvételek jelentős segítséget nyújtottak a baleset vizsgálatában.